# Cernavodă-Kultur

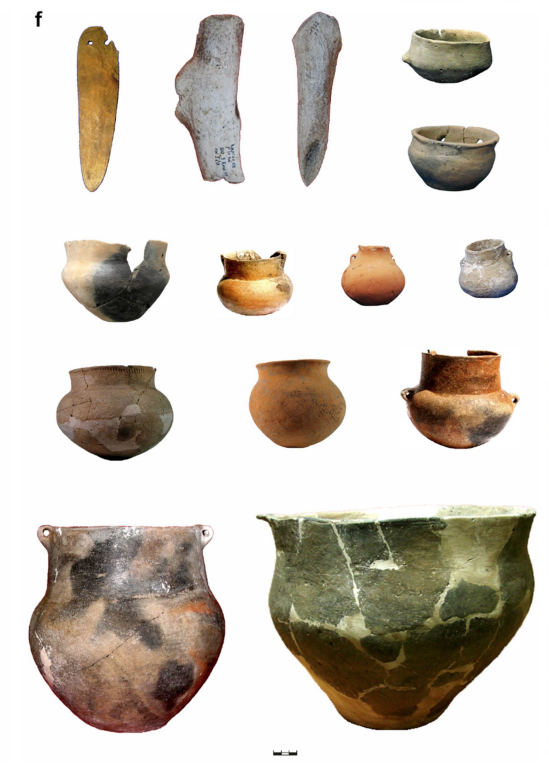
Metall-, Knochen- und Keramikartefakte der Cernavodă-Kultur

Die Cernavodă-Kultur (ca. 4000–3200 v. Chr.) ist eine archäologische Kultur der späten Kupfersteinzeit am Unteren östlichen Bug und der Donau entlang der Küste des Schwarzen Meeres und etwas landeinwärts. Benannt ist sie nach der rumänischen Stadt Cernavodă.
Sie ist ein Nachfolger der neolithischen Gumelniţa-Kultur und siedelte in etwa in dem gleichen Gebiet. Durch einen festgestellten Zerstörungshorizont scheint die Verbindung der beiden genannten Kulturen sicher.
Charakteristisch für die Cernavodă-Kultur sind befestigte Höhensiedlungen. Die Keramik zeigt Gemeinsamkeiten mit jener in der südrussischen Steppe gefundenen. Auch die Bestattungen weisen in den Osten.
Es wird diskutiert ob die Cernavodă-Kultur zum Balkan-Danubischen-Komplex gehört, der sich über die gesamte Länge der Donau erstreckt und über die Elbe auch bis nach Norddeutschland reicht und im Raum der Mittleren Donau die Badener Kultur beeinflusst haben könnte. Im nordöstlichen Teilbereich könnte sie der Usatovo-Kultur vorausgegangen sein.